# 술탄간즈 불상

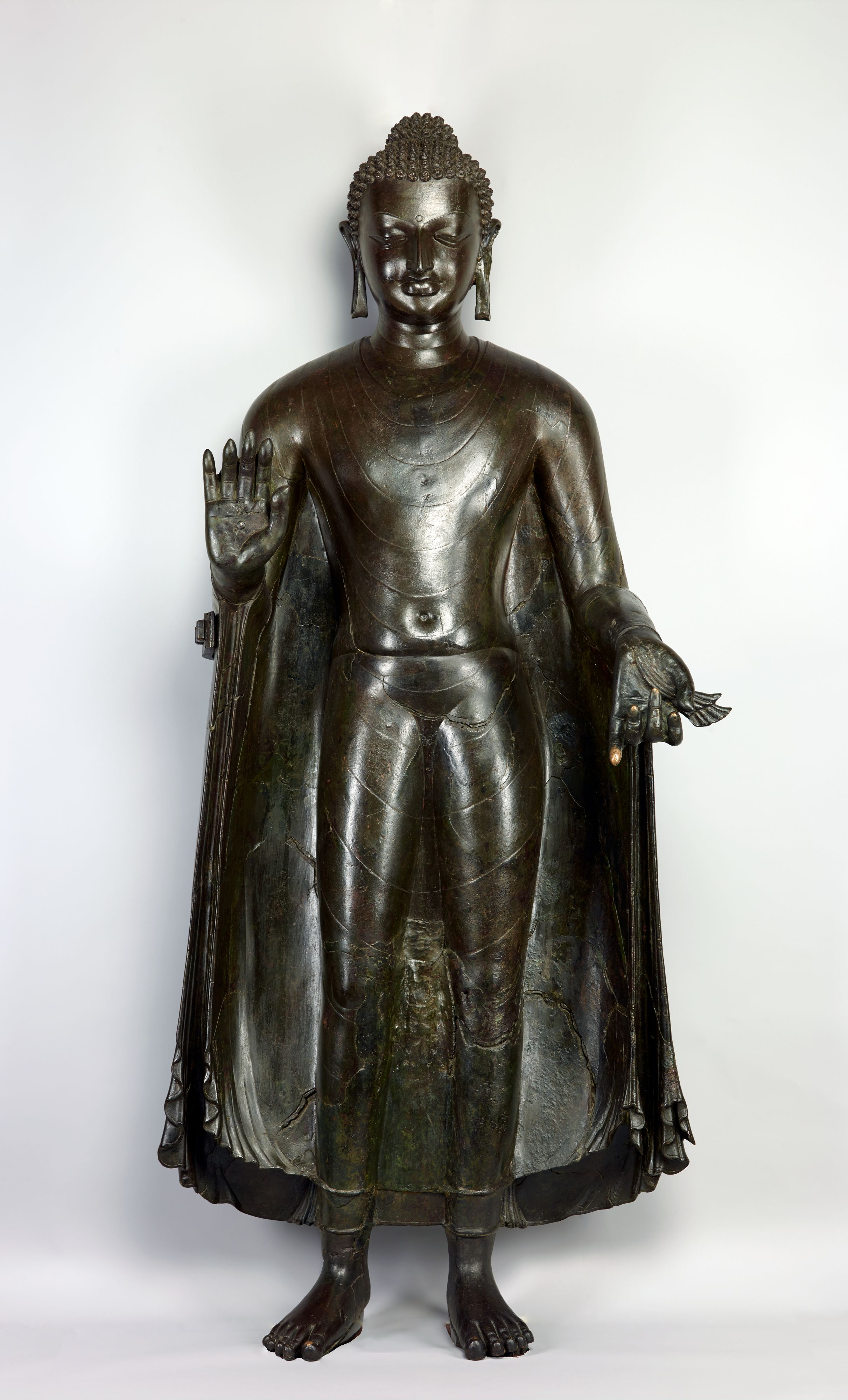
술탄간즈 불상.

술탄간즈 불상은 굽타-팔라 과도기 불상으로, 당시까지 알려진 불상 중 실질적으로 가장 완전한 구리 불상이다. 불상의 연대는 서기 500~700년 사이로 추정된다. 높이 2.3m, 너비 1m에 무게는 500kg이 넘는다. 1861년 동인도 철도 건설 중 비하르주 바갈푸르구의 술탄간즈 마을에서 발견되었다. 현재 잉글랜드 버밍엄의 버밍엄 박물관 및 미술관에 소장되어 있다.
실물 크기 이상의 이 불상은 당시 석상이나 회반죽 조각상만큼이나 많은 종류가 있었던 굽타 미술에서 "모든 크기의 금속 조각상 중 유일하게 남아있는 것"이다. 미르푸르 카스의 금속 브라흐마는 더 오래되었지만 크기는 절반 정도이다. 자이나교 아코타 청동과 다른 유물들은 훨씬 더 작은 크기로, 아마도 부유한 가정에서 신전을 장식하기 위한 조각상일 것이다.
네팔 랄릿푸르의 구이타 바히 승원에는 9세기 또는 10세기경 네팔에서 제작된 높이 약 1.8미터의 구리 불상이 있다. 이 불상은 신전이나 기도실 끝 벽에 세워져 예불을 드리고 있으며, 술탄간즈 불상도 원래 비슷한 위치에 놓여 있었을 것으로 추정된다.
술탄간즈 불상의 양싯은 "몸과 팔다리의 매끄럽게 둥근 감쇠"와 가장 가벼운 방식으로 표시된 매우 얇고 달라 붙는 신체 의복에서 사르나트의 약간 더 이른 석조 불상과 비교할 수 있다. 이 불상은 "불균형한 자세와 감싸는 옷의 실루엣이 암시하는 움직임이 주는 생동감"을 지니고 있다.

## 참고 문헌
- Graldi, Aurora, "With a face of ‘red copper’: new insights on the over life-size Buddha of Guita Bahī, Lalitpur, and the alteration of the face through technical enhancement" (Draft version on academia.edu), 2018
- Harle, J.C., The Art and Architecture of the Indian Subcontinent, 2nd edn. 1994, Yale University Press Pelican History of Art, ISBN 0300062176
- Rowland, Benjamin, The Art and Architecture of India: Buddhist, Hindu, Jain, 1967 (3rd edn.), Pelican History of Art, Penguin, ISBN 0140561021